# Aéroport international de Charjah
L’aéroport international de Charjah (en arabe : مطار الشارقة الدولي) (code IATA : SHJ • code OACI : OMSJ) est un aéroport situé à Charjah, dans l'émirat de Charjah, aux Émirats arabes unis.

## Situation
| \| 50 km1:5 270 000 \| Abou Dabi Al-Aïn Al Maktoum Dalma Dubaï Ras el Khaïmah Charjah Al Dhafra Al Minhad Sir Bani Yas Fujaïrah |
| 50 km1:5 270 000 |

## Statistiques
Le graphique qui aurait dû être présenté ici ne peut pas être affiché car il utilise l'ancienne extension Graph, désactivée pour des questions de sécurité. Des indications pour créer un nouveau graphique avec la nouvelle extension Chart sont disponibles ici.

Voir la requête brute et les sources sur Wikidata.

## Compagnies aériennes et destinations
| Compagnies                      | Destinations |
| ------------------------------- | --- |
| Air Arabia                      | - Abadan, - Abha, - Ahmedabad-Sardar-Vallabhbhai-Patel, - Borg El Arab, - Al Jawf, - Almaty, - Amman-Reine-Alia, - Asmara, - Assiout, - Noursoultan, - Bagdad, - Manama-Bahreïn, - Bakou-H. Aliyev, - Bangalore-Kempegowda, - Bassorah, - Beyrouth-Rafic Hariri, - Le Caire, - Madras (Chennai), - Chittagong, - Coimbatore, - Colombo-Bandaranaike, - Damas, - Dammam-roi Fahd, - Delhi-Indira Gandhi, - Dacca-Shah Jalal, - Erbil, - Faisalabad, - Buraydah, - Goa-Dabolim, - Grozny, - Hambantota-Mattala, - Hargeisa, - Hyderabad-R. Gandhi, - Ispahan-S. Beheshti, - Istanbul-S. Gökçen, - Izmir-A. Menderes, - Jaipur, - Djeddah - Roi-Abdelaziz, - Kaboul, - Karachi-Jinnah, - Katmandou-Tribhuvan, - Khartoum, - Kiev-Boryspil, - Cochin, - Kozhikode-Calicut, - Koweït, - Larestan (en), - Lamard, - Médine-Prince M. Bin Abdulaziz, - Mechhed-Shahid H. Nejad, - Moscou-Domodédovo, - Bombay-Chhatrapati-Shivaji, - Mascate, - Multan, - Nagpur, - Nairobi-J. Kenyatta, - Nadjaf, - Peshawar, - Prague-Václav-Havel, - Quetta, - Riyad-roi Khaled, - Salalah, - Sana'a, - Chiraz-Shahid Dastghaib, - Sialkot, - Sohag, - Sohar, - Tabuk, - Taëf, - Tbilissi-C. Roustavéli, - Téhéran-Imam-Khomeini, - Trivandrum, - Trabzon/Trébizonde, - Ürümqi-Diwopu, - Yanbu, - Erevan-Zvarnots En saison : - Batoumi-A. Kartveli, - Bodrum-Milas, - Qəbələ, - Sarajevo-Butmir |
| Airblue                         | Islamabad-Benazir Bhutto, Lahore-Allama Iqbal, Multan |
| Air India                       | Madras (Chennai), Kozhikode-Calicut, Trivandrum Hajj: Médine-Prince M. Bin Abdulaziz |
| Air India Express               | Chandigarh, Cannanore , Cochin, Kozhikode-Calicut, Bombay-Chhatrapati-Shivaji, Trichy-Tiruchirapally, Trivandrum, Varanasi (Bénarès)-Lal Bahadur Shastri |
| EgyptAir                        | Le Caire |
| Fly Cham                        | Alep, Damas |
| IndiGo                          | Hyderabad-R. Gandhi, Lucknow-Amausi, Kozhikode-Calicut, Trivandrum |
| Pakistan International Airlines | Sialkot, Turbat |
| SCAT Airlines                   | En saison : Aktaou, Almaty, Noursoultan |
| Syrian Air                      | Damas |
| Turkish Airlines                | Istanbul |
| Uzbekistan Airways              | Tachkent |

Édité le 07/12/2018

### Cargo airlines
| Compagnies                          | Destinations                                                                                           |
| ----------------------------------- | --- |
| Atlas Air                           | Hong Kong, Lagos                                                                                       |
| Avient Aviation                     | Freetown, Lagos, Liège, Monrovia                                                                       |
| British Gulf International Airlines | Kandahar                                                                                               |
| Cargolux                            | Karachi, Luxembourg                                                                                    |
| EgyptAir Cargo                      | Le Caire                                                                                               |
| Etihad Cargo                        | Abu Dhabi, Djibouti, Eldoret, Kaboul, Nairobi                                                          |
| Kalitta Air                         | Amsterdam, Bahreïn                                                                                     |
| Lufthansa Cargo                     | Bangalore, Chennai, Dammam, Francfort, Canton, Hong Kong, Hyderabad, Djeddah, Calcutta, Bombay, Riyadh |
| Midex Airlines                      | Kaboul, Kandahar, Mazar-i-Sharif, Karachi                                                              |
| Qatar Airways Cargo                 | Doha                                                                                                   |
| RUS Aviation                        | Bagdad, Bagram, Bassorah, Bishkek, Djibouti, Douchanbé, Erbil, Kaboul, Kandahar, Sulaymaniyah          |
| Saudia Cargo                        | Djeddah, Lagos, Ndjamena, Riyad                                                                        |
| Singapore Airlines Cargo            | Amsterdam, Bangalore, Bruxelles, Chennai, Lagos, Leipzig/Halle, London-Heathrow, Singapour             |
| Southern Air                        | Hong Kong, Leipzig/Halle                                                                               |
| TMA Cargo                           | Amsterdam, Beyrouth, Riyad, Tripoli                                                                    |

## Galerie

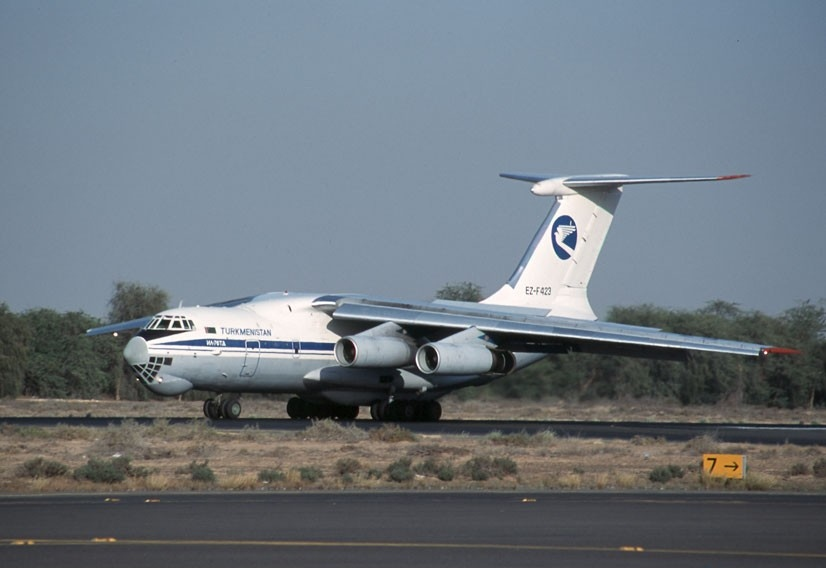
Turkmenistan Airlines Il-76TD
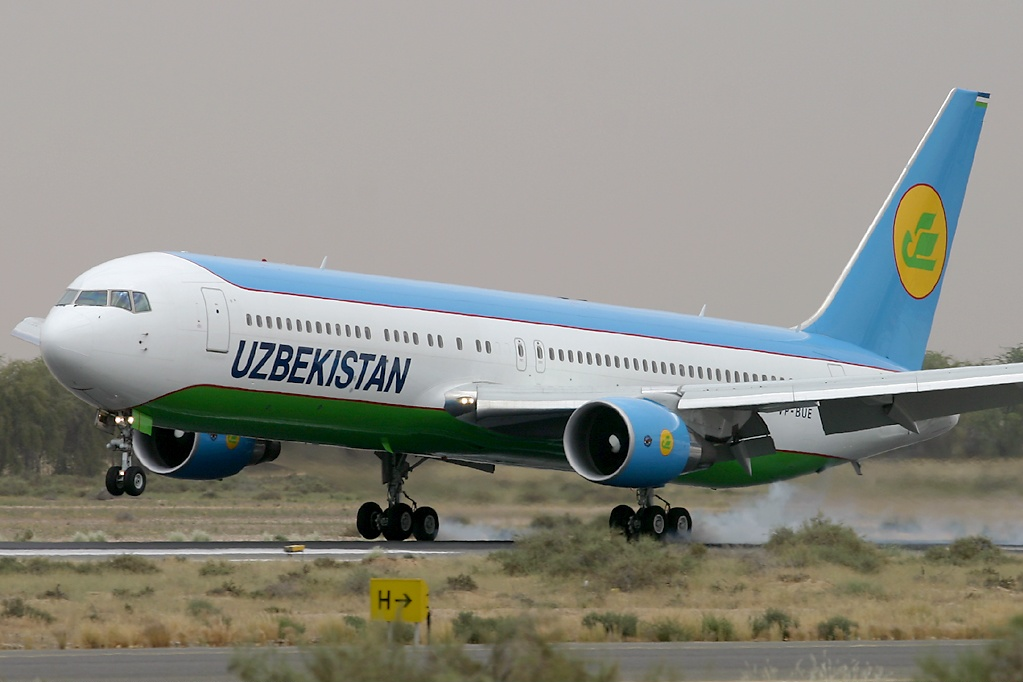
Uzbekistan Airways Boeing 767 à l'atterrissage.
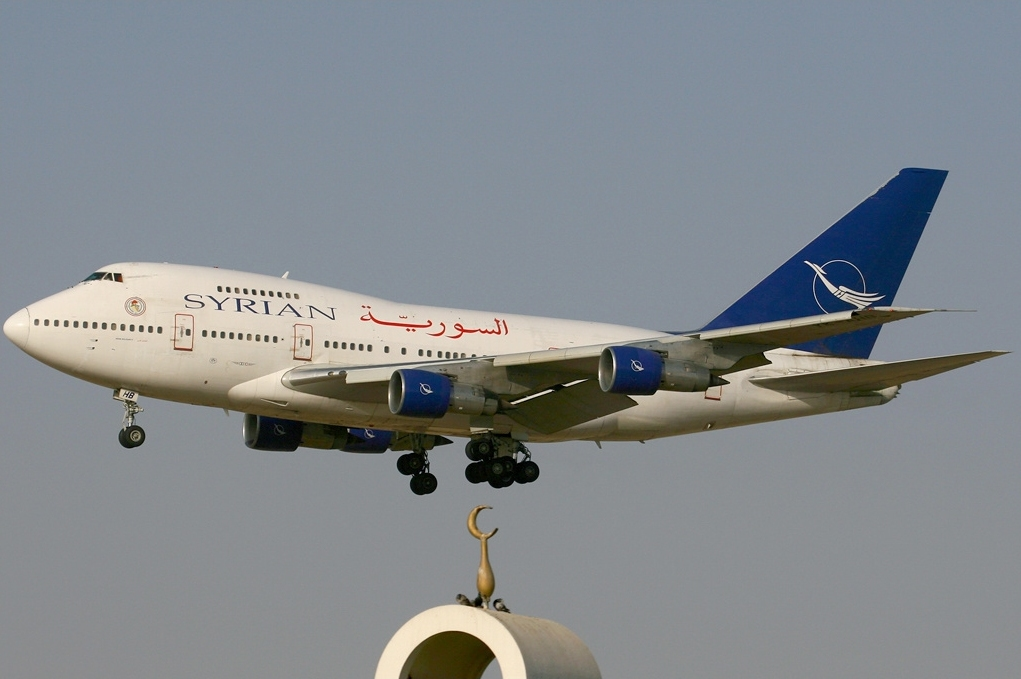
Syrian Air Boeing 747SP à l'atterrissage.